# شهرستان اسلوپ
شهرستان شیب (به انگلیسی: Slope County) یک منطقهٔ مسکونی در ایالات متحده آمریکا است که در داکوتای شمالی واقع شده‌است. شهرستان شیب ۳٬۱۵۷٫۲۱ کیلومتر مربع مساحت و ۷۲۷ نفر جمعیت دارد.